# GASNova
O GASNova - Grupo de Acção Social é uma Organização Não Governamental para o Desenvolvimento portuguesa fundada em 1999 por jovens universitários.
O GASNova visa aproximar os jovens dos maiores desafios do mundo e, através da sensibilização, formação e mobilização, fazer deles novos agentes desencadeadores de transformação social. Para isso desenvolve projetos de voluntariado na área da cooperação para o desenvolvimento em Portugal e em países de língua oficial Portuguesa (CPLP). 
A principal atividade do GASNova é a Caminhada de 12 meses de Educação para o Desenvolvimento e Cidadania Global, onde os seus voluntários recebem formação e desenvolvem projetos de voluntariado nacional e internacional. Desde a sua fundação o GASNova já teve projetos em Portugal, Grécia, Cabo Verde, Moçambique, São Tomé e Príncipe e Brasil.

## Os Princípios Essenciais

### Visão
Acreditar que os jovens são um fator chave na criação de soluções sustentáveis para os problemas do Mundo. Ser uma escola de participação cívica, de voluntariado e de empreendedorismo social.

### Objetivos
Sensibilizar, formar e mobilizar jovens como agentes desencadeadores do desenvolvimento global sustentável, promovendo a cooperação entre Portugal e os países de língua oficial portuguesa

## História
O GASNova foi fundado em 1999 por estudantes universitários da Faculdade de Ciências e Tecnologia da Universidade Nova de Lisboa. Em 2001 teve o seu primeiro projeto internacional para Moçambique.
Em 2011 teve um ano de pausa para reestruturação.
Em abril de 2012 realizou pela primeira vez em Portugal o "Um Dia Sem Sapatos" na Praça do Comércio em Lisboa. Este é um evento de escala mundial que foi organizado pela primeira vez pela empresa "TOMS" em 2007 nos Estados Unidos.
Em 2013 organizou também um evento em Lisboa durante o natal chamado Nataru (Natal em japonês), onde voluntários do GASNova procuraram transmitir que "podemos ser felizes sem ter de gastar dinheiro", oferecendo origamis feitos de papel de jornal. Este evento tem-se mantido desde então.
Em 2015 recebeu pela primeira vez o estatuto de ONGD pelo Instituto Camões.

## Projetos
- Portugal
  - Projeto + Perto (Vendas Novas, 2011 - 2017)
- Brasil
  - Projeto Ao Jeito de Montes (Montes Claros, 2018 - )
- Grécia
  - Projeto SamosJuntos (Samos, 2019 - )
- Moçambique
- São Tomé e Príncipe
- Cabo Verde
  - Projeto VerDe Perto (Praia, 2019 - )

## Organização Interna
O GASNova divide-se em várias estruturas, todas compostas por voluntários: 
- Direção

- Equipa Coordenadora
  - Departamento de Formação
  - Departamento de Momentos de Grupo
  - Departamento de Angariação de Fundos
  - Departamento de Sensibilização
- Equipa de Voluntários

## Parceiros
Desde a sua formação o GASNova já foi parceiro de muitas instituições e associações da sociedade civil, entre as quais:
- Associação Conversa Amiga
- NOVA SBE
- NOVA FSCH
- Super Babysisters
- Casa de Saúde do Telhal
- Fundação Gonçalo da Silveira
- CIDAC - Centro de Intervenção para o Desenvolvimento Amílcar Cabral
- Fundação Portuguesa Comunidade Contra a Sida
- Refugees4Refugees
- Centro Paula Elizabete
- Fundação Abraço Verde

## Ligações Externas
- [www.gasnova.org «Sítio oficial»] Verifique valor |url= (ajuda)
- Facebook